# Фредерик Базиј
Фредерик Базиј (фр. Frédéric Bazille; Монпеље, 6. децембар 1841 — Бон ла Роланд, 28. новембар 1870) је био француски импресионистички сликар.

## Биографија
Рођен је у Монпељеу у породици средњег сталежа протестантске вероисповести. Почиње да се интересује за сликарство веома млад пошто види радове сликара Ежен Делакроа. Његова породица му обећава да може да студира сликарство али само под условом да ако пре тога заврши студије медицине.
Базиј почиње студије медицине 1859. године. Сели се у Париз 1862. године да би наставио студије. Тамо среће Пјер Огист Реноара, и постаје заинтересован за импресионизам. Убрзо почиње да узима часове сликарства код Чарлс Глера. Када буде пао на медицинском испиту 1864. године, почеће пуно правно да слика потпуно се препустивши сликарству.
Његови најближи сарадници и пријатељи били су Клод Моне, Алфред Сисле, и Едуар Мане. Рођен у имућној породици, Базиј потпомаже пар уметника дајући им место за рад као и набављајући материјал за слике.
Базиј је имао само 23 године када је насликао своја најбоља дела, укључујући и Ружичасту хаљину. За његову најпознатију слику сматра се Породични скуп (1867 — 1868).
Фредерик Базија затиче смрт 1870. године, са 29 година. Убијен је у акцији током рата против Пруске.